# اورنج (کنتیکت)
اورنج (به انگلیسی: Orange) یک منطقهٔ مسکونی در ایالات متحده آمریکا است که در شهرستان نیو هاون، کنتیکت واقع شده‌است. اورنج ۴۵٫۱ کیلومتر مربع مساحت و ۱۳٬۹۵۶ نفر جمعیت دارد و ۶۵ متر بالاتر از سطح دریا واقع شده‌است.